# Coordenades selenogràfiques

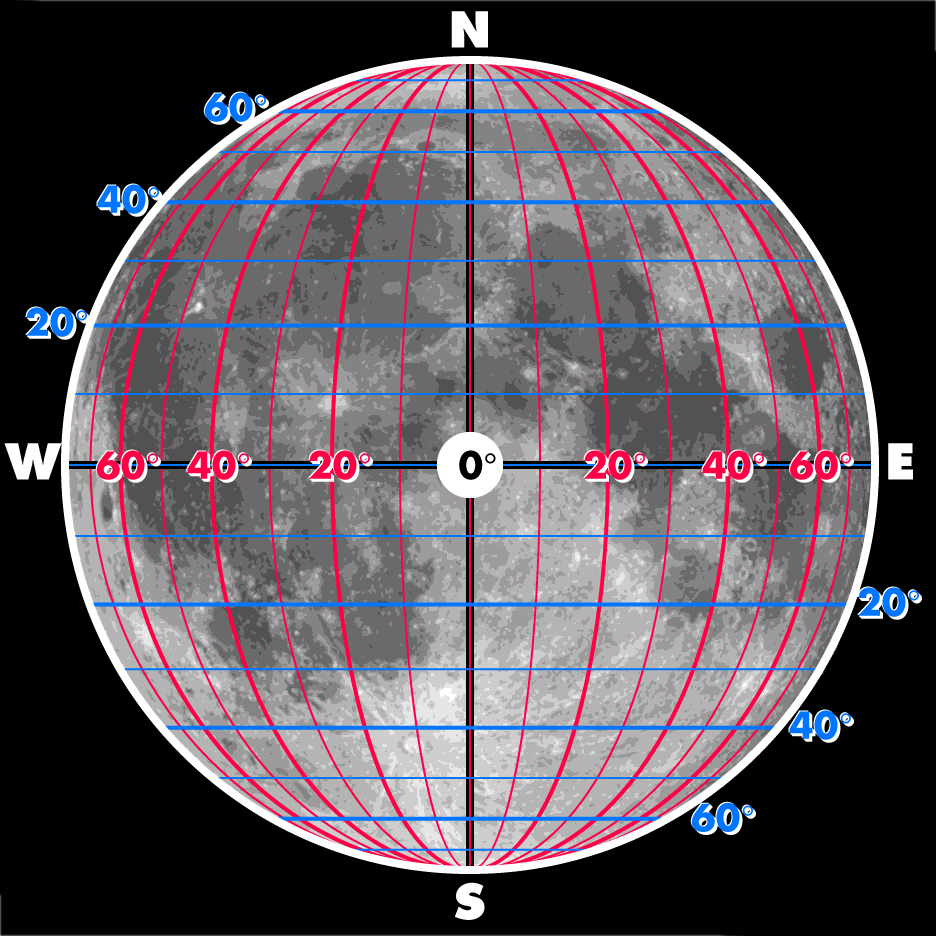
Mapa de coordenades de la Lluna

Les coordenades selenogràfiques són usades per fer referència a posicions a la superfície de la lluna. Qualsevol posició en la superfície lunar pot ser definida amb dos valors numèrics, que són comparables amb la latitud i longitud que s'usen per definir punts en la superfície terrestre. Tots dos sistemes de coordenades es mesuren en graus sexagesimals.
La latitud selenogràfica dona la posició d'un punt al nord o sud de l'equador lunar. La definició de nord i sud lunars fou feta de manera que l'eix de rotació lunar s'alineï amb el terrestre. D'aquesta manera un observador en l'hemisferi nord de la Terra veurà al nord lunar "cap amunt", i un situat a l'hemisferi sud el veurà "cap avall".
La longitud selenogràfica dona la posició en l'eix est-oest lunar pel que fa al primer meridià (equivalent lunar del meridià de Greenwich). El primer meridià marca teòricament la longitud de la regió de la superfície lunar que apunta directament cap a la Terra (el centre de la cara visible). No obstant això, a causa del moviment de libració, la posició d'aquest punt varia durant el cicle lunar. A causa això, s'ha definit una localització fonamental en el cràter satèl·lit 'Mösting A'. Les seves coordenades, però no són el doble zero, sinó:
| Latitud:  | 3° 12' 43.2" N |
| Longitud: | 5° 12' 39.6" E |
El sistema de coordenades ha esdevingut ben definit gràcies al reflector lunar Laser Ranging Retro-Reflector.
Qualsevol característica passa els 90°E o 90°W no es veuria des de la Terra, excepte per la libració, la qual cosa fa el 59% de la lluna visible.
Originalment la definició d'est i oest lunars era tal que s'alineaven amb l'est i l'oest d'un observador situat a la Terra, segons l'anomenada convenció astronòmica. Després, el 1961, la Unió Astronòmica Internacional definí les posicions de l'est i oest lunars perquè fossin similars a les terrestres per a un observador situat a la superfície lunar (és a dir, que en mirar de front cap al nord, tingués l'est lunar cap a la dreta). En adoptar aquesta anomenada convenció de l'astronauta, l'est i oest lunars intercanviaren posicions. És per això que el Mare Orientale (Mar Oriental) es troba en la vora occidental de la cara visible de la Lluna.

## Colongitud selenogràfica

Moviment de libració lunar, a més del pas dels terminadors matutins i del vespre

La colongitud selenogràfica és la longitud del terminador matutí lunar, mesurat en graus sexagesimals cap a l'oest del primer meridià. El terminador matutí és el semicercle sobre la superfície lunar en el qual el Sol comença a eixir.
L'alba lunar tanca el primer meridià quan la fase lunar és Mitja Lluna, el que marca la colongitud de 0 °. Després, quan s'arriba a Lluna plena, la colongitud ha avançat fins a 90 °. En arribar a Lluna Nova la colongitud arriba a 270 ° (encara que aquesta fase és pràcticament invisible des de la Terra, excepte durant un eclipsi lunar).
El baix angle d'incidència tendeix a ressaltar les irregularitats del terreny, de manera que la zona del terminador matutí és usualment la més favorable per observar o fotografiar característiques lunars. L'astrònom necessitarà conèixer la posició dels objectes que desitgi observar, utilitzant la colongitud.
La longitud selenogràfica del terminador del vespre és igual la colongitud més 180 °.

## Quadrangles lunars

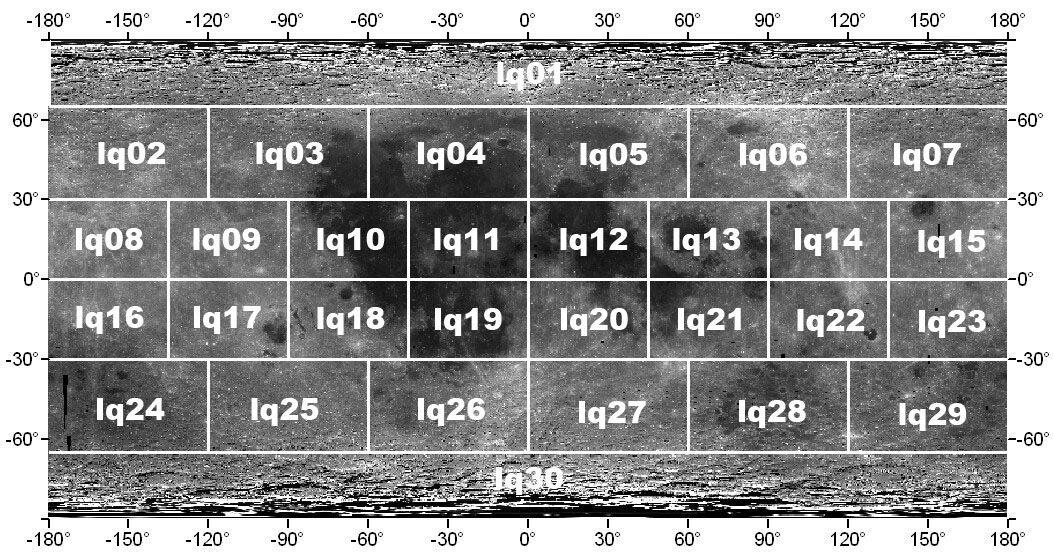
Distribució dels quadrangles lunars.

La lluna ha estat dividida pel Servei Geològic dels Estats Units en 30 quadrilàters (quadrangles) per al seu mapatge en una escala d'1: 2.500.000, que són anomenats LQ (Lunar Quadrangle,quadrangle lunar  en la seva sigla en anglès) més un nombre que va des de 01 fins a 30.
LQ01 cobreix el pol nord i fins a 65 º de latitud nord. Després LQ02 fins LQ07 cobreixen la banda des de 65° N fins a 30° N, començant des dels 180 °E, i cobrint cadascun 60 ° de longitud. Després, LQ08 fins LQ30 cobreixen la banda que va des dels 30 °N fins a l'equador lunar, i cada un té 45 ° de longitud d'ample, començant en els 180 º I. L'esquema es repeteix mentre s'avança cap al pol sud, però invertit.
Des del 2004 la NASA ha iniciat un programa de mapeig detallat dels cuadrángles, utilitzant recursos digitals, començant per LQ11, batejat com a Copèrnic.